# Ultimátum (serie de televisión)
Ultimátum fue una serie de televisión comíca argentina emitida por la TV Pública. La serie narra la historia de un matrimonio desgastado que decide poner a prueba su relación, luego de unas fallidas vacaciones, siguiendo una propuesta planteada por sus dos hijos para ver si aún siguen enamarados. Estuvo protagonizada por Fernán Mirás, Julieta Cardinali, María Rosa Fugazot, Hugo Arana, Maite Lanata y Juan Ignacio Martínez. Fue estrenada el 24 de mayo de 2016.

## Sinopsis
Gastón (Fernán Mirás) y Verónica (Julieta Cardinali), son un matrimonio que están casados hace 15 años y tuvieron dos hijos: Cecilia (Maite Lanata) y Félix (Juan Ignacio Martínez). El día previo a salir de vacaciones, la pareja comienza a tener conflictos con la planificación, haciendo partícipe a sus hijos de la pelea. En el momento en que una absurda discusión arruina las vacaciones familiares, sus hijos les proponen un ultimátum, que consiste en que ellos deben mudarse temporalmente con sus abuelos y la pareja tendrá diez días a solas para recuperar el amor o separarse.

## Elenco

### Principal
- Fernán Mirás como Gastón Lociur.
- Julieta Cardinali como Verónica Herrera.

### Recurrente
- María Rosa Fugazot como Teté.
- Hugo Arana como Richard Lociur.
- Maite Lanata como Cecilia Lociur.
- Juan Ignacio Martínez como Félix Lociur.

### Invitados
- Fabián Mazzei como Fernando Insúa.
- Sebastián Kirzner como Fabio.
- Nacho Toselli como Adrián.
- Laura Paredes como Mora.
- Abián Vainstein como Sven Malmstrom.
- Silvina Luna como Ivana.
- Miguel Jordán como el Juez de Paz.
- Andrés Rapoport como Lorenzo Guidetti.

## Episodios
| N.º | Título                | Dirigido por  | Escrito por     | Fecha de emisión original | Audiencia (millones) |
| --- | --------------------- | ------------- | --------------- | ------------------------- | -------------------- |
| 1   | «Diez días»           | Jorge Bechara | Andrés Rapoport | 24 de mayo de 2016        | 0.9                  |
| 2   | «Primera cita»        | Jorge Bechara | Andrés Rapoport | 31 de mayo de 2016        | 0.7                  |
| 3   | «Juegos»              | Jorge Bechara | Andrés Rapoport | 7 de junio de 2016        | 0.5                  |
| 4   | «Porro»               | Jorge Bechara | Andrés Rapoport | 15 de junio de 2016       | 0.4                  |
| 5   | «Almuerzo de parejas» | Jorge Bechara | Andrés Rapoport | 25 de junio de 2016       | 2.0                  |
| 6   | «Terapia online»      | Jorge Bechara | Andrés Rapoport | 28 de junio de 2016       | —                    |
| 7   | «Sexo»                | Jorge Bechara | Andrés Rapoport | 5 de julio de 2016        | 0.6                  |
| 8   | «Prueba»              | Jorge Bechara | Andrés Rapoport | 12 de julio de 2016       | 1.2                  |
| 9   | «Juez de paz»         | Jorge Bechara | Andrés Rapoport | 19 de julio de 2016       | 0.4                  |
| 10  | «Baño»                | Jorge Bechara | Andrés Rapoport | 26 de julio de 2016       | —                    |
| 11  | «Stand up»            | Jorge Bechara | Andrés Rapoport | 26 de julio de 2016       | —                    |
| 12  | «Final – Parte 1»     | Jorge Bechara | Andrés Rapoport | 2 de agosto de 2016       | 0.6                  |
| 13  | «Final – Parte 2»     | Jorge Bechara | Andrés Rapoport | 2 de agosto de 2016       | 0.6                  |

## Recepción

### Comentarios de la crítica
La serie recibió críticas positivas por parte de los expertos. Cristina Aizpeolea del diario La Voz del Interior elogió las actuaciones de los dos protagonistas, resaltando que «con oficio y complicidad, Cardinali y Mirás logran el tono justo para poner en pantalla a esta pareja acostumbrada a pelear por todo [...]. Estructurado, maniático y riguroso, él; relajada, caótica y sin filtro, ella». El diario La Nación la catalogó como una «gran comedia» y destacaron las actuaciones de Mirás y Cardinali, diciendo que «prueban una química inmejorable, y en la que principalmente la actriz se revela como una gran comediante». Gimena Lepere del portal Television.com.ar concluyó que «la apuesta sorprende, motiva y no pierde de vista su función de entretener. Si bien no llegó a la tv para marcar tendencia, se la puede ubicar como uno de los primeros aciertos de la nueva programación de la Televisión Pública Argentina».

### Premios y nominaciones
| Lista de premios y nominaciones | Lista de premios y nominaciones | Lista de premios y nominaciones | Lista de premios y nominaciones | Lista de premios y nominaciones | Lista de premios y nominaciones | Lista de premios y nominaciones |
| Año                             | Organización                    | Categoría                       | Nominado/a (s)                  | Resultado                       | Ref(s)                          |                                 |
| ------------------------------- | ------------------------------- | ------------------------------- | ------------------------------- | ------------------------------- | ------------------------------- | ------------------------------- |
| 2016                            | Premios Tato                    | Mejor Actor de Reparto          | Hugo Arana                      | Nominado                        | [ 15 ]                          |                                 |
| 2017                            | Premios Fund TV                 | Mejor Ficción                   | Ultimátum                       | Nominado                        | [ 16 ]                          |                                 |